# Harry Ledingham-Horn
Harry Ledingham-Horn, né le 9 décembre 2003 à Stoke-on-Trent, est un coureur cycliste britannique, spécialiste des épreuves de vitesse sur piste.

## Biographie
Harry Ledingham-Horn commence sa carrière cycliste avec le Lyme RC à Newcastle-under-Lyme. En 2021, il devient champion d'Europe de vitesse par équipes juniors (moins de 19 ans). Lors de ces championnats d'Europe juniors, il décroche également l'argent sur le kilomètre et le bronze en vitesse.
En 2023, il se révèle chez les élites après avoir remporté deux titres aux championnats de Grande-Bretagne sur piste sur la vitesse individuelle et par équipes (avec Marcus Hiley et Ed Lowe). L'année suivante, il conserve son titre national en vitesse par équipes, cette fois aux côtés de Lowe et de Hayden Norris. Il se classe troisième du tournoi de vitesse individuelle, après avoir battu Lyall Craig dans la finale pour la médaille de bronze. Lors des championnats d'Europe espoirs de 2024 (moins de 23 ans), il obtient l'argent en vitesse par équipes et le bronze sur le kilomètre.
En octobre 2024, il participe à ses premiers mondiaux élites. Il se classe quatrième de la vitesse par équipes, après une défaite face à l'équipe japonaise avec une marge de 0,445 secondes,. En demi-finale du keirin, il devance notamment sur la ligne le multiple champion olympique et du monde Harrie Lavreysen, le privant ainsi d'une finale et d'une éventuelle médaille. En finale Ledingham-Horn échoue au pied du podium en prennant la quatrième place.
En février 2025, il est médaillé de bronze de la vitesse par équipes aux championnats d'Europe de Heusden-Zolder, aux côtés de Harry Radford et Hayden Norris.

## Palmarès sur piste

### Championnats du monde
| Édition / Épreuve | Keirin | Vitesse par équipes |
| Ballerup 2024     | 4e     | 4e                  |

### Coupe des nations
- 2023
  - 3e de la vitesse par équipes à Milton
- 2025
  - 1er de la vitesse par équipes à Konya (avec Matthew Richardson et Harry Radford)
  - 2e de la vitesse à Konya

### Championnats d'Europe
| Épreuve / Édition        | Kilomètre | Keirin | Vitesse | Vitesse par équipes |
| Apeldoorn 2021 (juniors) | Argent    |        | Bronze  | Or                  |
| Cottbus 2024 (espoirs)   | Bronze    | 4e     |         | Argent              |
| Heusden-Zolder 2025      |           |        |         | Bronze              |

### Championnats de Grande-Bretagne
- 2020
  - 3e de la vitesse par équipes
- 2021
  -  Champion de Grande-Bretagne du kilomètre juniors
  -  Champion de Grande-Bretagne du keirin juniors
  -  Champion de Grande-Bretagne de vitesse juniors
- 2022
  - 2e de la vitesse par équipes
- 2023
  -  Champion de Grande-Bretagne de vitesse
  -  Champion de Grande-Bretagne de vitesse par équipes
- 2024
  -  Champion de Grande-Bretagne de vitesse par équipes
  - 3e de la vitesse
- 2025
  -  Champion de Grande-Bretagne de vitesse par équipes